# Апостоловский район

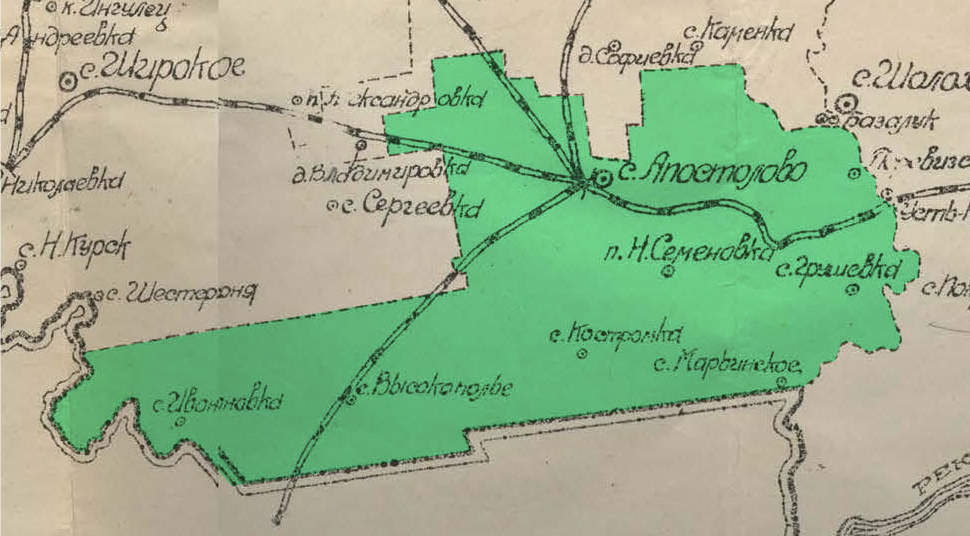
Апостоловский район в границах 1925 года

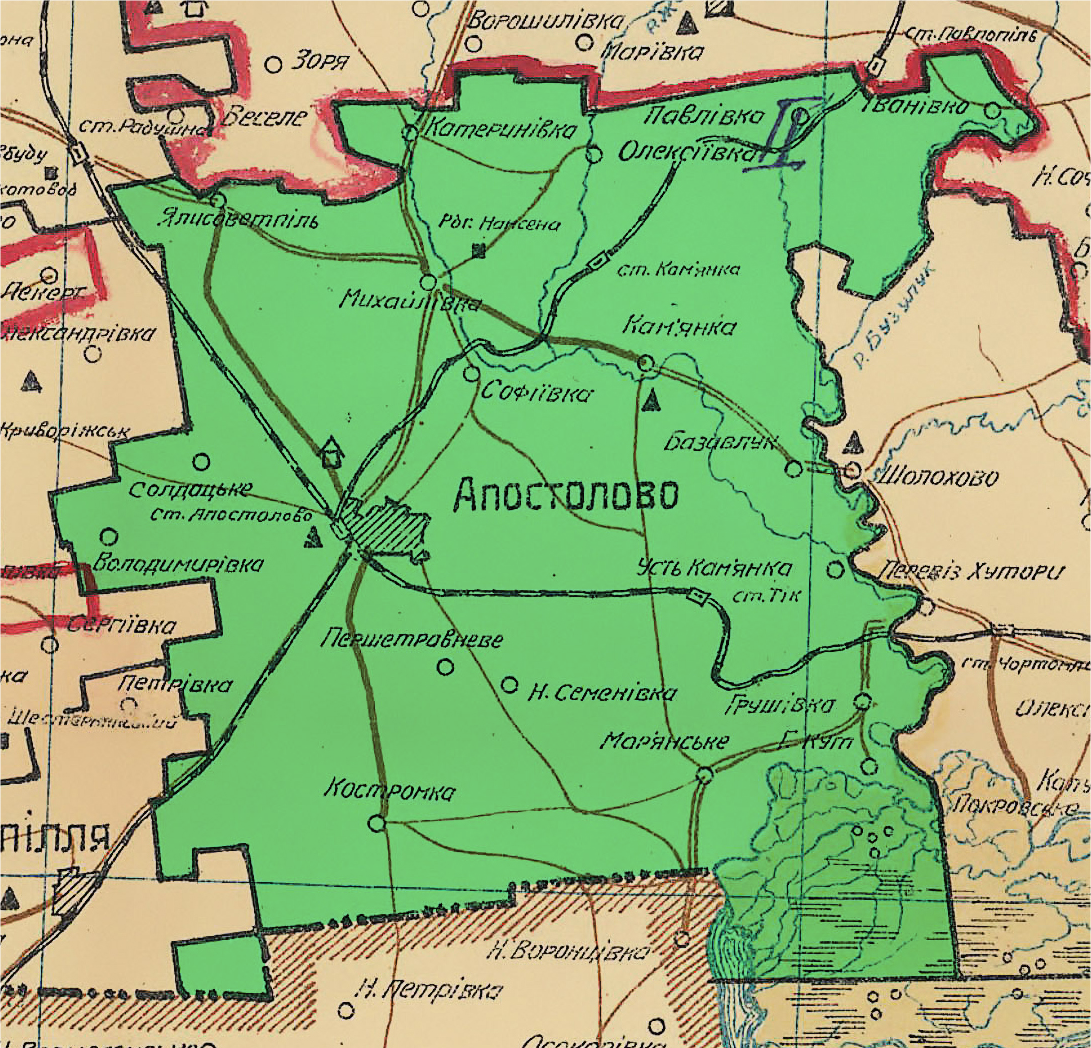
Апостоловский район в границах 1935 года

Апо́столовский райо́н (укр. Апостолівський район) — упразднённая административная единица на юго-западе Днепропетровской области Украины. Административный центр — город Апостолово.

## История
Район образован 7 марта 1923 года в составе Криворожского округа.
21 января 1959 года к Апостоловскому району была присоединена часть территории упразднённого Сталинского района, а 12 ноября 1959 года — часть территории упразднённого Криворожского района.
17 июля 2020 года в результате административно-территориальной реформы район с входящими в него населенными пунктами перешел в состав Криворожского района.

## Характеристика

### География
Апостоловский район расположен на юге Днепропетровской области Украины.
С ним соседствуют
Никопольский,
Софиевский,
Криворожский,
Широковский районы,
Покровский городской совет
Днепропетровской области,
Высокопольский,
Нововоронцовский,
Верхнерогачикский районы Херсонской области.
Площадь — 1 380 км² (19-е место среди районов).
По территории района протекают реки
Каменка,
Жёлтенькая,
Базавлук,
Базавлучок,
канал Днепр — Кривой Рог,
юго-восточную часть омывают воды Каховского водохранилища.

### Демография
Население района составляет 57780 человек (2011),

### Политика
Апостоловский районный совет.
Адрес: 53802, Украина, Днепропетровская область, Апостоловский район, г. Апостолово, ул. Набережная, 18.
Глава Апостоловского райсовета — Мудрый Виктор Алексеевич.

### Экономика
В районе 104,7 тыс. га сельскохозяйственных угодий, из них 92,1 тыс. га пашни (88,0 %).
Здесь работают 277 агропредприятий. Сельское хозяйство района характеризуется выращиванием зерновых культур, подсолнечника, картофеля, овощей и бахчевых культур, сахарной свеклы. В животноводстве — выращиванием свиней, коров, овец и коз, разной птицы.
Из природных ресурсов в районе имеются запасы марганцевых руд, бокситы, глина, руда, кварц, бурый уголь, гранит, известняк. Добывают гранит и глину. Запасов гранита здесь свыше 70 млн м³.
В районе 11 крупных предприятий: Криворожская ТЭС, Токовский гранитный карьер, ВП «Киевский карьер», ПАО «Подстепнянский завод строительных материалов», ПАО «Завод „Континент“» (производство электронагревательных устройств), ПАО «Апостоловский маслозавод», СП «Консервный завод» и другие.

### Транспорт
Район пересекают 54,8 км дорог республиканского значения, 48,6 км — областного, 239,4 км — местного. Через район проходит автомобильная дорога Н-23 национального значения.

#### Железнодорожное сообщение
Через район проходят 2 железнодорожные ветки по направлениям Запорожье—Кривой Рог и Херсон—Нижнеднепровск-Узел. Действует крупный железнодорожный узел при железнодорожной станции Апостолово. Вокзал является отправной точкой для жителей района в целом. Этому сопутствуют поезда пригородного следования, такие как: Никополь — Кривой Рог — Тимково, Кривой Рог — Апостолово — Днепр, Никополь — Николаев. Линии электрифицированы под постоянный ток.
На станции Тимково стыкуются линии, электрифицированные под разные рода тока. Это делает её конечной станцией многих пригородных электропоездов, а проходящие поезда меняют электровоз, останавливаясь на длительное время. Станция Тимково широко известна среди местного населения как пересадочная. Пригородный поезд Помошная — Долинская — Знаменка заходит на эту станцию, после чего меняет направление движения; его прибытие согласовано с прибытием электропоезда на Кривой Рог, и если один из поездов опаздывает, то второй также задерживается на станции.

### Достопримечательности
Продукция из гранита известна как на Украине, так и за её пределами. Местным гранитом отделаны Московский государственный университет имени М. В. Ломоносова, памятник И. Франко в г. Львове, бывшие памятники В. Ленину в г. Днепре и Л. Брежневу в г. Каменском, его использовали при реконструкции Мавзолея Ленина в Москве.

## Административное устройство
Район включает в себя:
- Городских советов: 2
- Сельских советов: 10
- Городов: 2
- Посёлков: 6
- Сёл: 31

### Местные советы[9]
- Апостоловский городской совет
- Зеленодольский городской совет
- Великокостромский сельский совет
- Владимировский сельский совет
- Вольненский сельский совет
- Грушевский сельский совет
- Каменский сельский совет
- Марьянский сельский совет
- Михайловский сельский совет
- Ниво-Трудовский сельский совет
- Першотравенский сельский совет
- Токовский сельский совет

### Населённые пункты[10]
г. Апостолово

с. Великая Костромка

с. Весёлые Чумаки

с. Владимировка

с. Вольное

пос. Гранитное

с. Грушевка

с. Елизаветполье

пос. Жёлтое

с. Запорожское

г. Зеленодольск

с. Зоряное

с. Каменка

с. Катериновка

с. Малая Костромка

с. Марьянское

с. Михайловка

с. Михайло-Заводское

с. Нива Трудовая

с. Новая Сечь

с. Новоивановка

с. Новомарьяновка

с. Новосемёновка

с. Новоукраинское

с. Перше Травня

с. Садовое

с. Сергеевка

с. Славянка

с. Солдатское

с. Тарасо-Григорьевка

пос. Ток

пос. Токовское

пос. Украинка

с. Усть-Каменка

с. Червоная Колонна

пос. Червоный Запорожец

с. Червоный Ток

с. Шевченко

с. Широчаны